# Hans Sippel

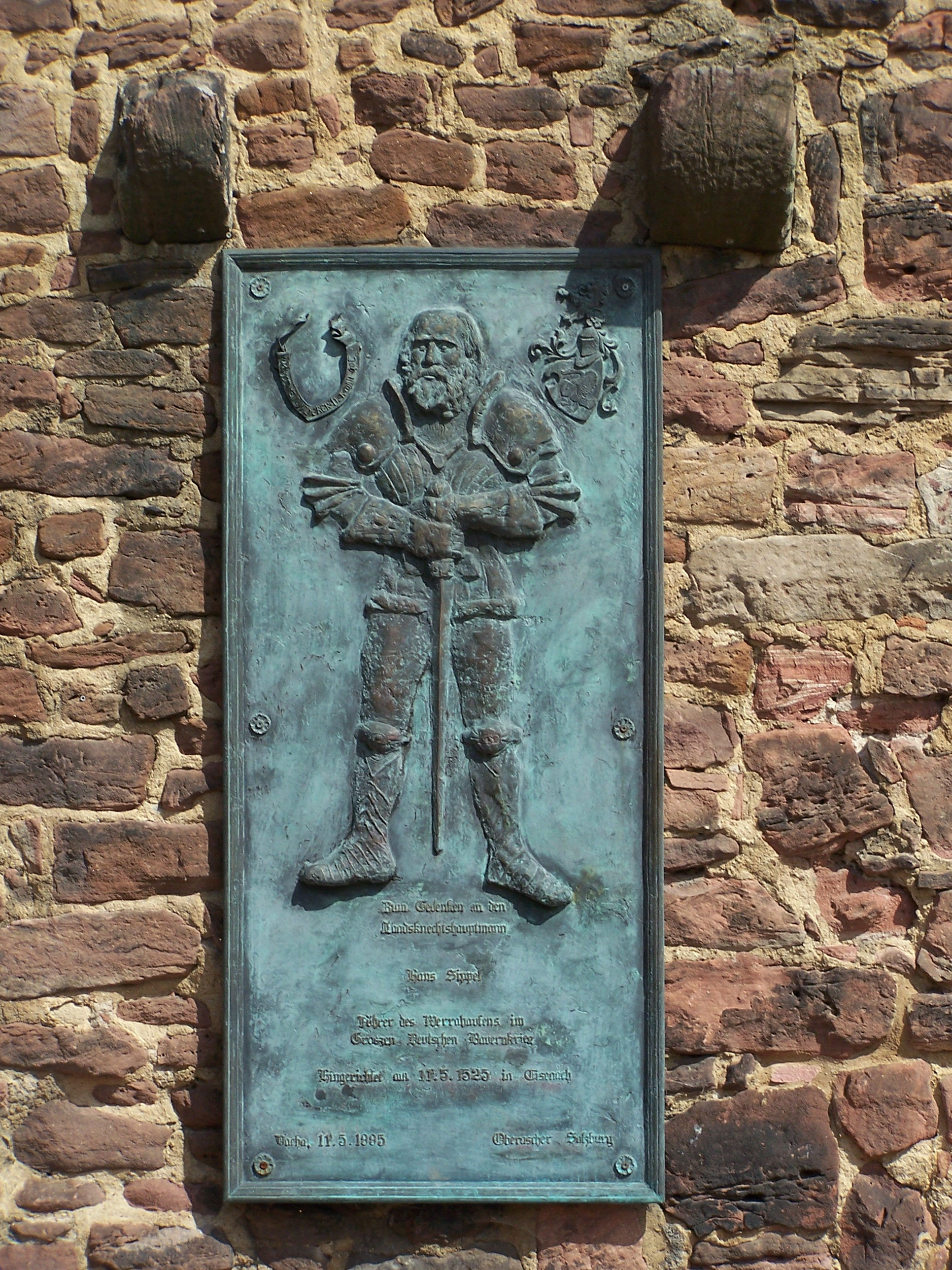
Gedenktafel für Hans Sippel in Vacha

Hans Sippel (* in Vacha, Thüringen; † 11. Mai 1525 in Eisenach, Thüringen) war ein kaiserlicher Landsknechthauptmann und 1525 Oberster Feldhauptmann des Werrahaufens im Großen Deutschen Bauernkrieg.

## Leben
Hans Sippel war ein Bürger aus Vacha und übte dort den Beruf eines Tuchmachers aus. Daneben diente Sippel unter Georg von Frundsberg als kaiserlicher Landsknechthauptmann.
Bereits vor dem Aufstand 1525 befand sich Sippel in Opposition zum Landesherrn und hatte wegen seiner führenden Beteiligung an der antifeudalen Bewegung eine Gefängnisstrafe verbüßt. 

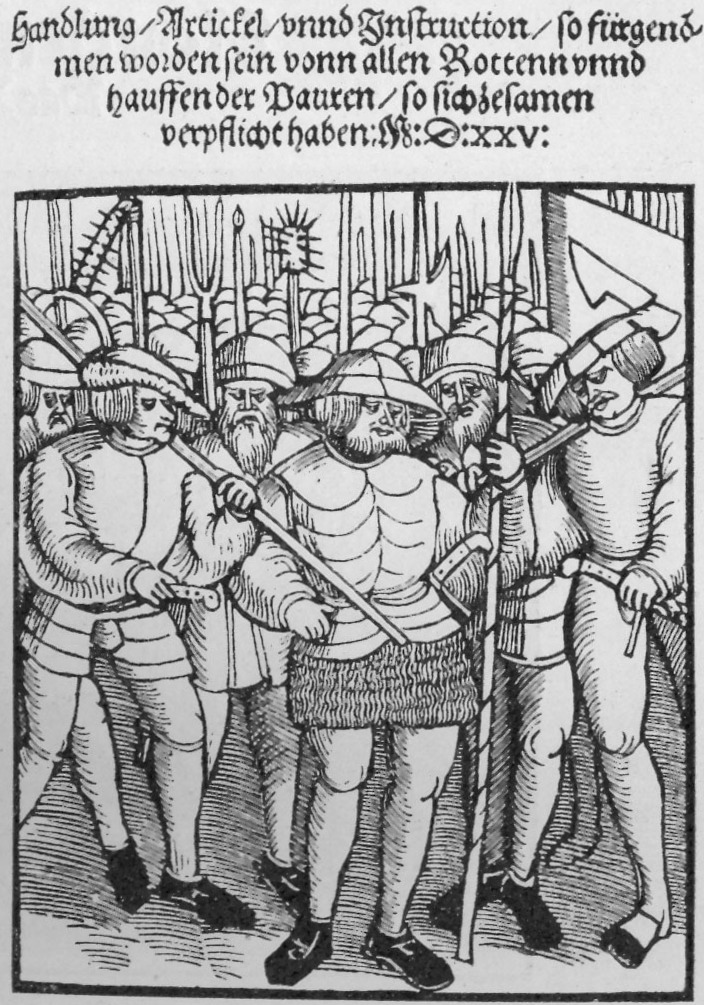
Sowohl Unterstützer als auch Gegner informierten sich über Flugschriften über den Inhalt der 12 Artikel.

Nachdem sich seit dem Frühjahr 1525 die Aufstände im Süden des Reiches zum Flächenbrand ausgeweitet hatten, begann sich die Revolte ab Mitte April 1525 auch im Werratal zu formieren.
Am 19. April 1525 wurde der kriegserprobte Sippel zum Anführer und Obersten Feldhauptmann  des Werrahaufens gewählt. Sippel vertrat, durch die Ideen von Thomas Müntzer beeinflusst, ein massiv gegen die Obrigkeiten gerichtetes Programm.
Er wollte außer Gott keinen anderen Herrn anerkennen und Fürsten und Adel vertreiben.
Von Vacha ausgehend wuchs der Werrahaufen anfänglich auf bis zu 8.000 Bauern und Handwerker an und konnte zunächst die Stadt Salzungen einnehmen.
Anschließend marschierte das Heer mit knapp 10.000 Aufständischen im April 1525 das Werratal aufwärts und konnte bei der Stadt Lengsfeld den 1514 aus der Landgrafschaft Hessen verbannten ehemaligen hessischen Landhofmeister Ludwig I. von Boyneburg zur Annahme der Zwölf Artikel von Memmingen zwingen.
Nachdem der Werrahaufen Ende April Schmalkalden eingenommen hatte und den dortigen Rat ebenfalls zur Annahme der Zwölf Artikel gezwungen hatte, zog das Bauernheer am 1. Mai 1525 weiter flussaufwärts in Richtung der würzburgischen Stadt Meiningen. Inzwischen war das Heer auf ca. 13.000 Personen angewachsen.  Nachdem Graf Wilhelm IV. von Henneberg-Schleusingen (1478–1559) ebenfalls die Zwölf Artikel anerkannt hatte, begann sich der Werrahaufen aufzulösen.
Sippel zog mit dem Rest des Bauernheeres nach Eisenach und wollte mit der dortigen Obrigkeit verhandeln. Man lockte ihn und weitere Anführer in die Stadt, nahm sie gefangen und verurteilte sie zum Tode. Sippel wurde mit vier weiteren Anführern des Werrahaufens am 11. Mai 1525 auf Befehl von Kurfürst Johann von Sachsen auf dem Marktplatz in Eisenach enthauptet.
Ein Gedenkkreuz im Pflaster des Eisenacher Marktes erinnert an die Hinrichtung.
An der Burg Wendelstein in Vacha erinnert eine Gedenktafel an Hans Sippel.